# Trachelobdella australis
Trachelobdella australis is een ringworm uit de familie van de Piscicolidae. De wetenschappelijke naam van de soort is voor het eerst geldig gepubliceerd in 1900 door Blanchard.